# The Exploration Company
The Exploration Company (TEC) es una empresa fabricante de cápsulas espaciales franco-alemana.  Fundada en 2021, tiene sus sedes oficiales en Planegg (área metropolitana de Múnich), Mérignac (área metropolitana de Burdeos), Turín y Houston, además de estar presente en la región MENA. TEC está desarrollando la cápsula espacial Nyx, con planes de fabricarla y operarla sirviendo a diversos clientes, como agencias espaciales, otras compañías aeroespaciales o empresas que operan en otras industrias. Aunque sus primeras misiones serán solo de carga, la empresa aspira a dotar a Nyx de la capacidad de transportar seres humanos.
TEC lanzó su primera cápsula-demostrador, bautizada Bikini, en el cohete francés Ariane 6 en julio de 2024. Debido al intento fallido del vehículo de reencender sus motores para reentrar a la atmósfera, el prototipo quedó  en órbita y no se pudieron alcanzar todos los objetivos de la misión.
El segundo demostrador de cápsula de TEC, Mission Possible (en inglés: "Misión Posible"), será llevado a órbita por un cohete Falcon 9, versión 5 de la compañía estadounidense SpaceX en julio de 2025, mediante el pago de un flete de 10 millones de dólares estadounidenses.

## Historia
The Exploration Company fue fundada en julio de 2021 por Hélène Huby, quien es la gerente general, junto con un grupo de ingenieros espaciales que habían trabajado juntos en programas espaciales europeos en Airbus y ArianeGroup, incluidos Orion-ESM y ATV.  Empero, a Huby le frustraba que Orion-ESM es un refrito del Vehículo de transferencia automatizado, tecnología espacial ya obsoleta dos décadas y que fue ya descontinuado en 2015.
En noviembre de 2021, la empresa recaudó 5 millones de euros.  En febrero de 2023, la compañía anunció una recaudación de fondos de 40 millones de euros para desarrollar su cápsula Nyx, la cual, al completarse, le hizo el financiamento de serie A más grande de la industria espacial en Europa.
El 29 de mayo de 2023, The Exploration Company recibió un contrato de la Agencia Espacial Europea (ESA) para estudiar soluciones para futuras naves espaciales europeas de un solo uso y reutilizables, que abarcan aplicaciones micro-mini, medianas, pesadas y tripuladas. En total, la ESA adjudicó cuatro contratos sobre este tema. Los otros tres fueron a parar a las empresas ArianeGroup, Avio y SENER. Estos cuatro contratos pretenden contribuir a la realización de la Visión 2030+ de la ESA, iniciada en 2021. Su objetivo es crear naves de apoyo pequeñas, medianas y grandes, basadas en un conjunto común de módulos estandarizados y reutilizables.

### Subsidios
En octubre de 2022, The Exploration Company estuvo entre las empresas espaciales seleccionadas para ser financiadas por el plan de gasto gubernamental Francia 2030 para su proyecto de un motor de cohete de metano líquido Huracan (español: «Huracán»). La empresa volvió a ser, en julio de 2023, una de las empresas espaciales que consiguió financiación en el marco del mismo plan de subsidios del estado francés; esta vez lo hizo para su proyecto DEMARLUS.

### Asocios
En septiembre de 2023, la compañía anunció un acuerdo con Axiom Space para el suministro de carga de su estación en forma de precontrato sujeto a la validación de hitos tecnológicos durante el desarrollo de su nave espacial.
La empresa fue seleccionada, junto con Thales Alenia Space, en mayo de 2024, para el programa de carga comercial de la ESA. En junio de 2024, firmó un contrato con Vast Space para misiones de carga.